# Giuseppe Reali
Giuseppe Reali (* 13. Mai 1790 in Cadro; † 4. Juni 1850 ebenda) war ein Schweizer Architekt und Ingenieur, Politiker, Tessiner Grossrat und Staatsrat.

## Biografie
Giuseppe Reali war Sohn von Sebastiano, Stuckateur und Bildhauer, und Vittoria Malfanti aus Sonvico. Er blieb ledig. Während der antifranzösischen Unruhen im April 1799 musste er mit ansehen, wie seine Familie für die politischen Aktivitäten seines Bruders Giovanni bestraft wurde. Er studierte seit 1808 Mathematik, dann Ingenieurwesen und Architektur an der Universität Pavia und schloss 1812 ab. Seit 1815 war er als Ingenieur im Kanton Tessin tätig. 
Er schloss sich der Reformbewegung von 1830 an und schlug sich später auf die Seite der Radikalen. Er war Gemeindepräsident von Cadro von 1831 bis 1834, Abgeordneter des Grossen Rates des Tessins von 1821 bis 1827, von 1830 bis 1834, 1839, von 1848 bis 1850 und, nach der radikalen Revolution von 1839, Staatsrat von 1839 bis 1848. Er interessierte sich besonders für land- und forstwirtschaftliche Fragen und das öffentliche Bauwesen.